# Benin City
Benin City is de hoofdstad van de Nigeriaanse staat Edo en heeft naar schatting 1.167.327 inwoners (2007).
De stad is gelegen aan de gelijknamige rivier de Benin. Het is het centrum van de rubberindustrie en de verwerking van palmolie. De stad werd in de 10e eeuw gesticht, als hoofdstad van het koninkrijk Benin.
Benin City is de zetel van een rooms-katholiek aartsbisdom.

## Geboren
- Victor Ikpeba (1973), voetballer
- Yakubu Aiyegbeni (1982), voetballer
- Julius Aghahowa (1982), voetballer
- Uwa Elderson Echiéjilé (1988), voetballer
- Mikel Agu (1993), voetballer
- Elohor Godswill (1993), voetballer
- Cedric Omoigui (1994), voetballer
- Isaac Success (1996), voetballer
- Orji Okwonkwo (1997), voetballer